# Riccardo Drigo
Riccardo Eugenio Drigo (né le 30 juin 1846 à Padoue, en Vénétie – mort le 1er octobre 1930 dans sa ville natale) est un compositeur et chef d'orchestre italien qui travailla longtemps au Théâtre Mariinsky à Saint-Pétersbourg.

## Biographie
Drigo étudia la musique dans sa maison de Padoue et au conservatoire de Venise. Il eut un peu de célébrité en tant que compositeur et chef d'orchestre et partit en Russie en 1878 où il fut bientôt nommé chef d'orchestre d'opéra italien de Saint-Pétersbourg. Il eut beaucoup de succès et devint chef d'orchestre des représentations de ballet et compositeur du Théâtre Mariinsky en 1886 (après le départ de Minkus). Mais, contrairement à Léon Minkus ou Cesare Pugni, il n'eut jamais un poste officiel. Il a cependant créé plusieurs travaux pour lesquels il est connu.
Pendant les années 1910 et au début des années 1920, Drigo fut directeur musical dans les tournées de la légendaire ballerine Anna Pavlova. Drigo revint à Padoue en 1927 et est mort dans sa ville natale le 1er octobre 1930.
Drigo fut le chef d'orchestre dans les premières représentations de La Belle au bois dormant et de Casse-Noisette, deux ballets de Tchaïkovski, et Raymonda de Glazounov, ainsi que des premières représentations en 1890 de l'opéra La Dame de Pique de Tchaïkovski, et son opéra Yolande en 1892 (la même année que Casse-Noisette). Il a aussi modifié quelques partitions, y compris celle du Le Lac des cygnes, et ces partitions sont encore utilisées à ce jour.
Il est inconnu du grand public, exception faite, dans une certaine mesure, de la Sérénade extraite du ballet Les Millions d'Arlequin. Néanmoins, certaines de ses œuvres ont été enregistrées par le chef d'orchestre Richard Bonynge.

## Œuvres

### Musique de ballet
- La Forêt enchantée (Lev Ivanov, 1887)
- Le Talisman (Marius Petipa, 1889)
- La Flûte magique (Ivanov, 1893)
- Le Réveil de Flore (Petipa-Ivanov, 1894)
- La Perle (Petipa, 1896)
- Les Millions d'Arlequin (Petipa, 1900)

### Musiques additionnelles pour le ballet
- Pas de deux de La Esmeralda (ajout à la partition de Pugni, 1886)
- Le Lac des cygnes (ajouts à la partition de Tchaïkovski, 1895)
- Pas de deux de Diane et Actéon (ajout à la partition de Pugni, 1899)
- Pas de deux du Corsaire (ajout à la partition d'Adam, 1899)
- Pas de trois.

## Discographie
- Le Corsaire, pas-de-deux pour le ballet de 1856 d'Adolphe Adam, par le London Festival Ballet Orchestra, dirigé par Terence Kern, Coffret 50 CD EMI « A Festival of Ballet » 50999 9 67063 2 9, enregistré en 1972, avec diverses musiques de ballets ;
- Diverses musiques de ballets : Pas-de Trois, Le Réveil de Flore (ballet intégral), divers Pas-de-deux (Le Corsaire, La Esméralda, Diane et Actéon), La Flûte Magique (ballet intégral), par le London Symphony Orchestra, dirigé par Richard Bonynge. Coffret 10 CD DECCA Fête du Ballet 468 578-2, avec diverses musiques de ballets
- Sérénade extraite du ballet Les Millions d'Arlequin, par orchestre non mentionné, dirigé par Carmen Dragon. Coffret 17 CD SCRIBENDUM, consacré à ce chef